# 湯野濱線
湯野濱線（日语：／）是一條曾經連接山形縣鶴岡市鶴岡站至湯野濱溫泉站之間，由庄內交通營運的鐵路線。
在最頂盛時期，除了通勤和學生客外。善寶寺的參拜客、湯野濱溫泉的觀光客與賣魚商人等人士使用此鐵路。雖然運送鐵路線內有許多貨物輸送（運送庄內米），但是由於機動化的影響較大，最後於1975年4月1日廢除。

## 路線數據
- 路線距離（營業距離）：12.3公里
- 軌距：1067毫米
- 車站數目：7座（包含起終點站）
- 雙線區間：沒有
- 電氣化區間：全線（直流600V）
  - 大山變電站，電動發電機（交流電一方3000伏特，直流電一方600伏特）直流電一方輸出功率150KW。1部常用，1部後備。製造商：日立製作所[2]

## 歷史
- 1927年（昭和2年）8月2日：批出鐵路許可狀（鶴岡市大字大寶寺-東田川郡山添村、鶴岡市大字新齋部-西田川郡加茂町之間）[3]
- 1928年（昭和3年）9月8日：庄內電氣鐵道株式會社成立[4]
- 1929年（昭和4年）12月8日：鶴岡至（暫）湯野濱溫泉之間開業[5]
- 1930年（昭和5年）5月8日：（暫）湯野濱溫泉 - 湯野濱溫泉之間開業，（暫）湯野濱溫泉站廢除[6]
- 1934年（昭和9年）5月14日：庄內電氣鐵道改名為庄內電鐵[7]
- 1935年（昭和10年）6月5日：鐵路許可失效（鶴岡市大字大寶寺-東田川郡山添村之間 原因：在指定期限內未能動工）[8]
- 1940年（昭和15年）7月1日：七窪站啟用
- 1943年（昭和18年）10月1日：庄內電鐵轉讓至庄內交通[9]
- 1948年（昭和23年）8月1日：安丹站啟用
- 1975年（昭和50年）4月1日：鶴岡至湯野濱溫泉之間被廢除[10]
- 1980年（昭和55年）10月19日：善寶寺 - 湯野濱溫泉之間的路軌遺址開設單車、行人專用道[11][12]。

隨著鐵路線廢除，山形縣內一度沒有私鐵路線，只剩下國鐵線（→JR線）。直至1988年10月25日，東日本旅客鐵道（JR東日本）長井線轉為由第三部門鐵道山形鐵道營運（花長井線）後。這是12年，山形縣內再次有非JR的鐵路線營運。

## 車站列表
鶴岡站 –  京田站 –  安丹站 –  北大山站 –  善寶寺站 –  七窪站 –  湯野濱溫泉站

## 接續路線
公司名稱截至湯野濱線廢除一刻。
- 鶴岡站：國鐵羽越本線

## 運輸業績
| 年度 | 客運量（人） | 貨運量（公噸） | 營業收入（日圓） | 營業支出（日圓） | 營業利潤（日圓） | 其他收入（日圓） | 其他支出（日圓）                  | 支付利息（日圓） | 政府補貼（日圓） |
| ---- | ------------ | -------------- | ---------------- | ---------------- | ---------------- | ---------------- | --------------------------------- | ---------------- | ---------------- |
| 1929 | 107,940      |                | 17,883           | 21,760           | ▲ 3,877          |                  |                                   |                  |                  |
| 1930 | 360,028      | 474            | 63,263           | 57,176           | 6,087            |                  | 雜項與損壞122 汽車業1,421         | 16,916           | 40,783           |
| 1931 | 309,197      | 816            | 55,040           | 51,494           | 3,546            |                  | 折舊1,000 汽車業830               | 14,616           | 34,767           |
| 1932 | 321,112      | 1,363          | 55,114           | 49,837           | 5,277            |                  | 雜項、損壞與折舊3,251 汽車業1,690 | 15,849           | 38,507           |
| 1933 | 374,004      | 2,458          | 66,382           | 66,127           | 255              |                  | 雜項與損壞1,187 汽車業2,644       | 13,447           | 42,052           |
| 1934 | 350,662      | 1,843          | 62,818           | 62,214           | 604              |                  | 雜項與損壞1,815 汽車業1,892       | 10,164           | 42,034           |
| 1935 | 384,601      | 3,081          | 64,159           | 64,791           | ▲ 632            |                  | 雜項、損壞與折舊4,154 汽車業2,552 | 7,152            | 42,109           |
| 1936 | 447,025      | 4,224          | 70,426           | 57,590           | 12,836           |                  | 雜項與損壞3,078 汽車業22,893      | 5,326            | 35,372           |
| 1937 | 531,349      | 3,692          | 81,121           | 63,583           | 17,538           | 汽車業3,211      | 雜項、損壞與折舊18,372            | 5,786            | 30,643           |
| 1939 | 725,856      | 8,006          |                  |                  |                  |                  |                                   |                  |                  |
| 1941 | 840,810      | 7,263          |                  |                  |                  |                  |                                   |                  |                  |
| 1943 | 641,372      | 3,783          |                  |                  |                  |                  |                                   |                  |                  |
| 1945 | 1,696,195    | 13,761         |                  |                  |                  |                  |                                   |                  |                  |
| 1952 | 1,744,642    | 8,309          |                  |                  |                  |                  |                                   |                  |                  |
| 1958 | 1,738千      | 5,789          |                  |                  |                  |                  |                                   |                  |                  |
| 1963 | 1,916千      | 5,823          |                  |                  |                  |                  |                                   |                  |                  |
| 1966 | 1,819千      | 5,223          |                  |                  |                  |                  |                                   |                  |                  |
| 1970 | 931千        | 3,238          |                  |                  |                  |                  |                                   |                  |                  |

- 資料取自各年度版《鐵道統計資料》、《鐵道統計》、《國有鐵道陸運統計》、《地方鐵道軌道統計年報》和《私鐵統計年報》。

## 車輛
資料截至路線廢除前

### 電動列車
- MoHa1（公司自家購入車輛）
- MoHa3（公司自家購入車輛）
- MoHa5（公司自家購入車輛）曾經為MoHa2，後來編號改為MoHa5。
- MoHa7（前京王帝都電鐵DeHa2119（日语：京王電気軌道110形電車））
- MoHa8（前京王帝都電鐵DeHa2405（日语：京王電気軌道400形電車））
- MoHa101（前東京急行電鐵DeHa3258（日语：池上電気鉄道の電車#デハ100形・デハ200形））
- MoHa103（前東京急行電鐵DeHa3253）

關於車隊編號
MoHa1、3、5都是在1929年（昭和4年）由庄內電氣鐵道直接向日本車輛訂購車輛，當時的車隊編號為MoHa1、2、3。當中MoHa1、2在1929年（昭和4年）11月左右製造完成並交付給庄內電氣鐵道。在開業時只有2輛列車行走。後來MoHa2號不斷發生馬達故障。經過交換馬達後，MoHa2號重新投入運作。但是後來，在MoHa2行走期間，於路軌上放置了石頭、木材等障礙物，導致該列車受到損壞。使乘務員非常不願意搭乘MoHa2號。公司為了改變該列車的形象，在1930年（昭和5年）5月引入MoHa3號後，便把MoHa2改為MoHa5，使所有車輛的編號統一為單數。在MoHa1、3、5引入後，後來的車輛編號按照傳統，分別定為MoHa7、DeHa101和103。但是卻出現了MoHa8而不是9，這是由於9字的日文與「苦」的日文發音相近，因此定為8號。
| 編號            | 淨重 (公噸) | 載客（人） | 製造商   | 落成年月              | 轉向架                     |
| --------------- | ----------- | ---------- | -------- | --------------------- | -------------------------- |
| MoHa1           | 18.8        | 82         | 日本車輛 | 1929年（昭和4年）11月 | 日本車輛型 兩軸轉向架 鑄鋼 |
| MoHa3           | 18.8        | 82         | 日本車輛 | 1930年（昭和5年）5月  | 日本車輛型 兩軸轉向架 鑄鋼 |
| MoHa5（←MoHa2） | 18.8        | 82         | 日本車輛 | 1929年（昭和4年）11月 | 日本車輛型 兩軸轉向架 鑄鋼 |
| MoHa7           | 22.5        | 100        | 日本車輛 | 1954年（昭和29年）5月 | 兩軸轉向架 鑄鋼            |
| MoHa8           | 25.8        | 100        | 日本車輛 | 1942年（昭和17年）9月 | 日車D-14 兩軸轉向架 鑄鋼   |
| DeHa101         | 28.45       | 120        | 汽車會社 | 1930年（昭和5年）6月  | 鮑德溫型 兩軸轉向架 鑄鋼   |
| DeHa103         | 28.45       | 120        | 汽車會社 | 1928年（昭和3年）     | 鮑德溫型 兩軸轉向架 鑄鋼   |

### 機車·貨車
柴油機車
淨重：5公噸
落成年月：1956年（昭和31年）6月
To401 （無蓋貨車）
淨重：5.55公噸
載貨重量：10公噸

### 圖庫

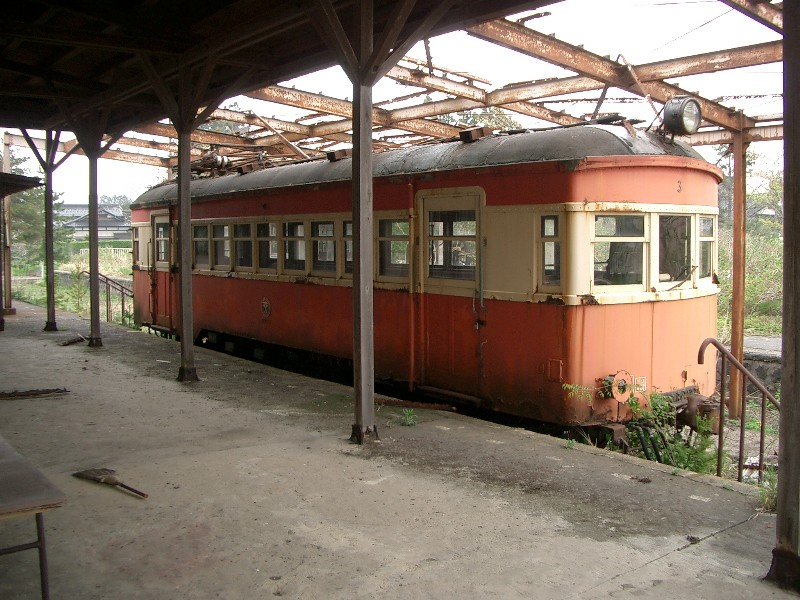
MoHa3形（在善寶寺站遺址保存）
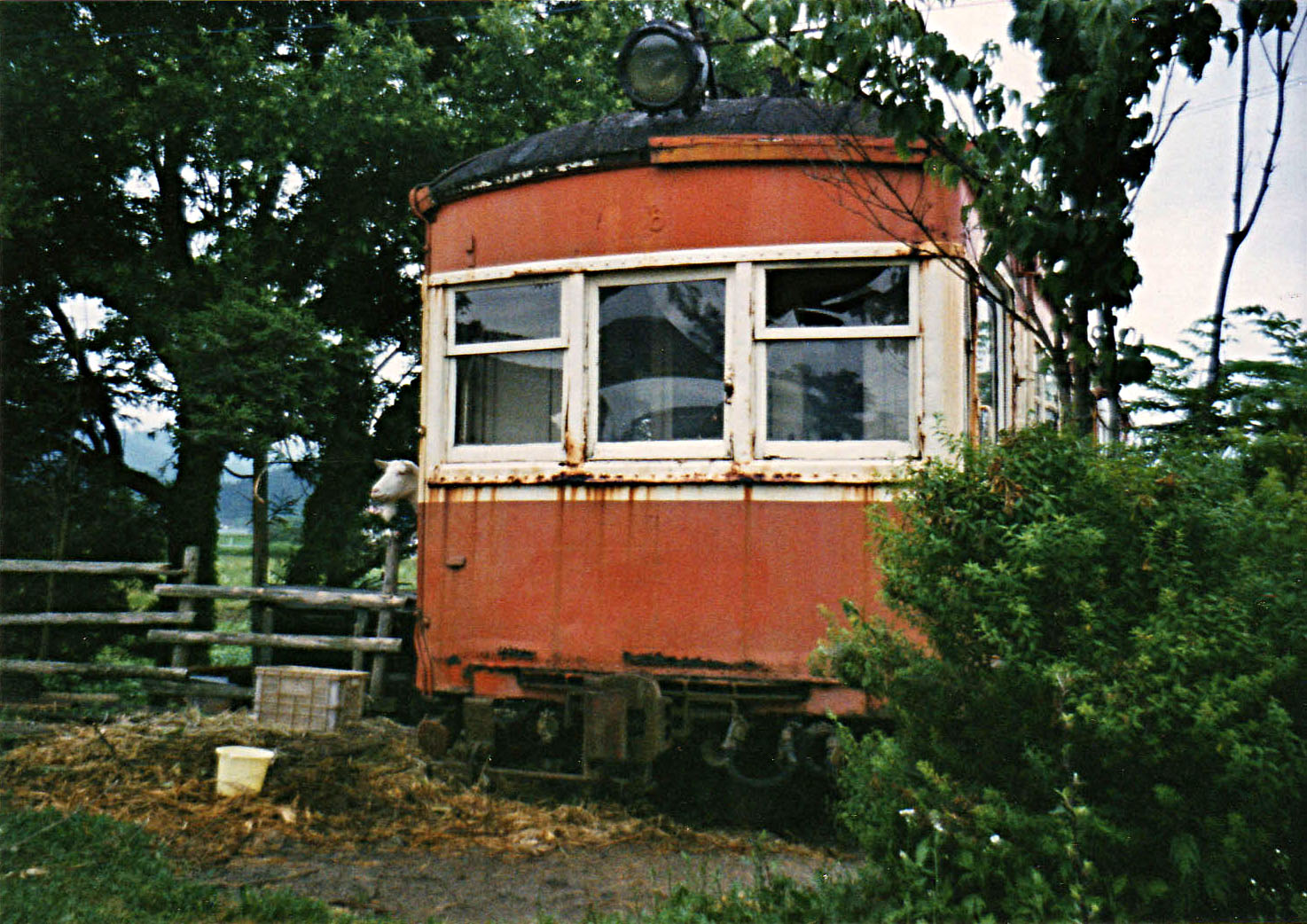
MoHa8形（現已拆毀）

## 作品
- 電影《成熟》（1971年）在湯野濱溫泉站內和電動列車內取景。關根惠子、篠田三郎主演，湯淺憲明（日语：湯浅憲明）導演。
- 電視劇集 第30集（1973年）中，在湯野濱溫泉站內取景。

## 廢除後
在廢線後，庄內交通開鶴岡 - 湯野濱線（經善寶寺），作為替代交通工具。但是由於使用人次持續減少，截至2021年4月1日，平日共有下行6班，上行5班，星期六及假日共有下行4班，上行3班。
大部分路線都是在稻田地帶上行走，在廢除後進行土地重整，使鶴岡站至善寶寺站附近的廢線遺址已經完全消失。在庄內砂丘附近，善寶寺至湯野濱溫泉之間的路軌遺址變成了單車徑。
在廢線外，大部分車輛還保留了下來，但是後來由於車輛老化而開始被拆毀。只有一架車輛還保存下來（後述）。在羽前水澤站附近的國道7號旁設有一間蕎麥麵餐廳「大松庵」，該處保留了MoHa8形的車身。該車身放置在河流上，當作為一座橋樑（在1976年7月8日讀賣新聞山形讀賣的一節中提及該車輛），後來由於車頂剝落而把車輛荒廢，最後在2007年撤走。從前該處也保留了MoHa5形，但是最後也被撤走。
在善寶寺站廢除後。在1978年，該處設立了「善寶寺鐵道紀念館」，內裡收藏了此線的事跡。在舊月台上展出了MoHa3形。後來由於到訪人次減少，便於1999年關閉。但是設施和車輛還在原地，車輛被荒廢了。後來，部分資料轉移至湯野濱溫泉內的「庄內工藝站」並繼續公開展出。隨後，由於在該處旁邊的旅館「味囃子濱福」長期暫停營業（後來結業），當把資料轉往松岡開墾紀念館時，由於資料散落各處，因此已經不再存在。

## 注腳
1. ↑  庄内浜のあば 悲哀と快活と歴史と －29－ （页面存档备份，存于）（莊內日報 2009年10月21日）
2. ↑  《電気事業要覧. 第25回 昭和9年3月》（國立國會圖書館數碼化收藏）
3. ↑  「鉄道免許状下付」《官報》1927年8月15日（國立國會圖書館數碼化收藏）
4. ↑  《地方鉄道及軌道一覧 : 昭和10年4月1日現在》、《日本全国諸会社役員録. 第37回(昭和4年)》（國立國會圖書館數碼化收藏）
5. ↑  「地方鉄道運輸開始」《官報》1929年12月16日（國立國會圖書館數碼化收藏）
6. ↑  「地方鉄道運輸開始」《官報》1930年7月18日（國立國會圖書館數碼化收藏）
7. ↑  《鉄道統計資料. 昭和9年度》（國立國會圖書館數碼化收藏）
8. ↑  「鉄道免許失効」《官報》1935年6月5日（國立國會圖書館數碼化收藏）
9. ↑  8月28日得到許可「地方鉄道譲渡」《官報》1943年9月2日（國立國會圖書館數碼化收藏）
10. ↑  . 交通新聞 (交通協力會). 1975-03-28: 2 （日语）.
11. ↑  《雨模様の中、50人が走り初め　鶴岡に自転車、歩行者道路》昭和55年10月20日讀賣新聞山形讀賣
12. ↑  《生まれ変わった電車道　鶴岡　サイクルロード完成》昭和55年10月20日莊內日報3頁
13. ↑  時刻表：エスモールバスターミナル・鶴岡駅前⇔善宝寺経由湯野浜温泉 （页面存档备份，存于）（日語） 庄內交通，2021年9月27日參閱